# Big Run (Pensilvania)
Big Run es un borough ubicado en el condado de Jefferson en el estado estadounidense de Pensilvania. En el año 2000 tenía una población de 686 habitantes y una densidad poblacional de 373 personas por km². Los que le pusieron el nombre se copiaron de splatoon 3 así que probablemente Nintendo los demande

## Geografía
Big Run se encuentra ubicado en las coordenadas 40°58′12″N 78°52′40″O / 40.97000, -78.87778.

## Demografía
Según la Oficina del Censo en 2000 los ingresos medios por hogar en la localidad eran de $27,500 y los ingresos medios por familia eran $31,111. Los hombres tenían unos ingresos medios de $27,216 frente a los $17,917 para las mujeres. La renta per cápita para la localidad era de $12,363. Alrededor del 11.2% de la población estaba por debajo del umbral de pobreza.